# Jonathan Roy (poète)
Pour les articles homonymes, voir Jonathan Roy et Roy.
Jonathan Roy est né en 1986 à Bathurst et demeure à Caraquet, au Nouveau-Brunswick,. Il est artiste et poète. Il est impliqué dans la culture artistique et littéraire acadienne.

## Biographie
Ayant commencé des études en éducation, il obtient un baccalauréat ès arts avec une spécialisation en études littéraires en 2008 et complète une maîtrise ès art en études littéraires en 2016 à l'Université de Moncton. Jonathan Roy écrit de la poésie depuis 2007. Il a fait paraître trois recueils de poésie aux Éditions Perce-Neige. Le premier, sorti en 2012, s'intitule Apprendre à tomber. Le deuxième, Savèches à fragmentation, est sorti en 2019. Le troisième, mélamine méduse, est paru en 2023. En plus de ces recueils, il a écrit plusieurs articles dans la revue Ancrages. Au fil du temps, il a contribué à des revues, des ouvrages collectifs, ainsi qu'à des livres d'artiste comme Alpha/Coda - Portrait du monde au gun à plombs en collaboration avec le graveur Jacques E. Lanteigne. Il s'intéresse aussi à la peinture et à la photographie. 
En 2025 parait l'anthologie Déchirures vers l'avenir qu'il a dirigée, dont le projet est de « parcourir le corpus de la poésie acadienne sous l’angle de ses révoltes, de mettre ensemble les morceaux d’une représentation multipiste et contemporaine de l’Acadie ».
Il a contribué à l'écriture de chansons pour Cédric Vieno et pour Les Hôtesses d'Hilaire, en plus d'avoir scénarisé le court-métrage Bill Bowl avec le réalisateur Julien Cadieux,.
Il a pris part à plusieurs soirées de poésie et à des spectacles littéraires, dont Manifeste scalène avec Sébastien Bérubé et Gabriel Robichaud. « C’est à la Maison de la littérature de Québec, rue Saint-Stanislas, que les trois jeunes poètes ont donné rendez-vous aux amateurs de mots afin de tracer les contours d’un territoire sans frontières par leur poésie, tel que joliment introduit par la présentatrice de la soirée. Débutant de façon dynamique en récitant tour à tour quelques phrases toutes extraites de leurs poèmes respectifs, ils n’ont pas mis de temps à créer un véritable dialogue entre leurs œuvres. » Il a aussi pris part au spectacle Fuites - Les pipelines se couchent à l'Est en collaboration avec Louis-Karl Picard-Sioui, Hélène Matte et Dominic Langlois, en collaboration avec la Maison de la littérature de Québec et le Festival acadien de poésie de Caraquet. Jonathan Roy a aussi participé au Festival littéraire Frye, notamment par un vidéopoème en 2020 en raison de la pandémie de COVID-19. En novembre et décembre 2021, il présentait à Caraquet, Moncton et Ottawa Savèches - Une fragmentation contemporaine en trois mouvements, une adaptation de son livre mis en scène par le Théâtre populaire d'Acadie. Jonathan Roy est l'auteur de la pièce, mais il y est aussi interprète. « Savèche » est un mot acadien qui désigne un papillon de nuit, attiré irrémédiablement par la lumière, comme l’homme moderne par l’agitation perpétuelle du monde virtuel. Jonathan Roy en a fait la métaphore centrale de son deuxième recueil de poésie, qui puise au vocabulaire informatique, aux réalités de la génération Y, aux classiques de la littérature et à la culture populaire. »
Son poème l’amour au temps des modems a été choisi en 2019 par la poète officielle du Parlement de la Chambre des communes à Ottawa, Georgette Leblanc.
Libraire et conseiller artistique pour le Salon du livre de la péninsule acadienne, il est directeur artistique du Festival acadien de poésie de Caraquet depuis 2017 et codirecteur, avec Émilie Turmel, de la collection « Poésie » aux Éditions Perce-Neige,,.
En 2021, il est nommé poète officiel de la ville de Caraquet,. Cette même année, il est aussi choisi comme personnalité culturelle de l'année par L'Acadie Nouvelle.
En 2023, Jonathan Roy publie son 3e recueil de poésie mélamine méduse, pour lequel il est finaliste au prix Champlain 2024. Il est aussi membre du jury du Prix de poésie Radio-Canada 2023.

## Œuvre

### Poésie
- Apprendre à tomber, Moncton, Éditions Perce-Neige, 2012, 84 p.  (ISBN 9782896911165)
- Savèches à fragmentation, Moncton, Éditions Perce-Neige, 2019, 130 p.  (ISBN 9782896913336)
- mélamine méduse, Moncton, Éditions Perce-Neige, 2023, 160 p.  (ISBN 9782896914579)[17]

### Participation à des ouvrages collectifs de poésie
- Texte dans l'ouvrage collectif Projet Terre, Éditions David, 2021.  (ISBN 9782895977834)[2]
- Texte dans l'ouvrage collectif En cas d’incendie, prière de ne pas sauver ce livre, Éditions Prise de parole, 2021, 98 p.  (ISBN 9782897442361)[2]

### Théâtre
- Savèches, une fragmentation contemporaine en trois mouvements, 2021, mise en scène d'Allain Roy, Théâtre populaire d'Acadie[10]

### Autres publications
- Déchirures vers l'avenir : anthologie, Moncton, Éditions Perce-Neige, 2025, 600 p. (ISBN 9782896914791)

### Collaboration
- Alpha / Coda- Portrait du monde au gun à plombs

### Spectacle
- 2016-2018 : Manifeste Scalène, spectacle de poésie monté avec Sébastien Bérubé et Gabriel Robichaud[18]

## Prix et honneurs
- 2012 : Prix littéraire Antonine-Maillet (pour Apprendre à tomber)[19]
- 2021 : Prix littéraire Antonine-Maillet (pour Savèches à fragmentation)[20]
- 2021 : Premier poète officiel de la Ville de Caraquet[2]
- 2021 : Personnalité culturelle de l'année du journal L'Acadie Nouvelle[2]